# Sautrantika
Sautrantika var en buddhistisk riktning som splittrades ur Sarvastivadabuddhismen någon gång mellan 150 f.Kr. och vår tideräknings början. Sautrantikabuddhisterna tog avstånd från sarvastivadinernas avancerade abhidharmalitteratur, något som även tar sig uttryck i självbeteckningen: "De som håller sig till sutrorna". Utmärkande för sautrantikabuddhisternas lära var föreställningen om ett underliggande medvetandeskikt, asraya, under de föränderliga skandhas. Detta synsätt torde ha påverkat yogacarabuddhismen i någon mån 